# Gudowo
Gudowo (niem. Baumgarten) – wieś sołecka w Polsce położona w województwie zachodniopomorskim, w powiecie drawskim, w gminie Drawsko Pomorskie. 
Wieś leży ok. 4,5 km na południowy wschód od Drawska Pomorskiego, nad jeziorem Lubie. 
W latach 1975–1998 miejscowość administracyjnie należała do województwa koszalińskiego. 

## Zabytki
Do wojewódzkiego rejestru zabytków wpisany jest:
- kościół pw. św. Barbary z końca XVII wieku, przebudowany w XIX w. w stylu neogotyckim filialny, rzymskokatolicki należący do parafii pw. Chrystusa Króla w Suliszewie, dekanatu Drawsko Pomorskie, diecezji koszalińsko-kołobrzeskiej, metropolii szczecińsko-kamieńskiej. Wewnątrz barokowy ołtarz główny z 1712 r.

inne obiekty:
- grodzisko wczesnośredniowieczne[6];
- przed II wojną światową wybudowano we wsi gospodarstwo rolne i wzniesiono fabrykę, tzw. Starkefabrik Kleffel, w której wykorzystywano ziemniaki do produkcji krochmalu, używanego zamiast gorzelnika, jako składnik papieru, a nawet jako dodatek do kleju i sztucznych ogni. Fabrykę tę zaprojektował Walter Gropius[7].

## Kultura
W Gudowie znajduje się biblioteka i świetlica prowadzona przez Ośrodek Kultury w Drawsku Pomorskim oraz Ośrodek Rehabilitacyjno-Edukacyjno-Wychowawczy w Gudowie, a także Niepubliczne Przedszkole „Tęczowa Kraina”. Szkoła funkcjonowała w latach 1946–2012. Kolejnymi dyrektorami placówki byli: Maria Liszkowska, Władysław Zakrzewski, Krystyna Ostrowska, Józef Choroba i Mariola Grzybowska.
Wieloletnie funkcjonowanie szkoły umożliwiło integrację społeczności z przynależnych do obwodu szkoły miejscowości.